# Melanagromyza splendida
Melanagromyza splendida este o specie de muște din genul Melanagromyza, familia Agromyzidae, descrisă de Frick în anul 1953. Conform Catalogue of Life specia Melanagromyza splendida nu are subspecii cunoscute.